# 鶴崎踊
鶴崎踊（つるさきおどり）は、大分県大分市鶴崎地区に伝わる盆踊り。400年以上の歴史を有する大分県を代表する盆踊りであり、1982年12月17日に国の選択無形民俗文化財『猿丸太夫』（さるまるだゆう）と、動きが速く軽快な『左ヱ門』（さえもん、左衛門とも）との2種類の踊りがあるが、現在では、主に『猿丸太夫』が踊られる。これらの2種類の踊りのうちでは、『左ヱ門』の方が歴史が長く、古くは『三つ拍子』と呼ばれていた。
永禄3年（1560年）、酒色に溺れ国政を顧みない豊後国国主大友義鎮（大友宗麟）に諫言する機会を設けるために、家臣の戸次鑑連（立花道雪）が京都から舞子を呼んで踊らせたのが『三つ拍子』の起源であると伝えられる。
一方、『猿丸太夫』は、江戸時代におかげ参りで伊勢に詣でた鶴崎の町人が、宝永年間に流行した『伊勢踊』を覚えて帰ったものが定着したのではないかと推測されている。
他地域においては『猿丸太夫』のことを「鶴崎踊」と呼ぶことがある。このことは『猿丸太夫』が鶴崎から県内各地に広まったことを示す。『左ヱ門』は各地各様に伝承されており、鶴崎の『左ヱ門』が入って来る余地はなかったが、『猿丸太夫』は踊り方も難しいことから特別扱いされ、盆踊りが特に盛んであった昭和30年代までは県内各地で盛んに取り入れられた。しかし、別府市、杵築市山香町など昔この踊りを踊った多く市町村では既に
のみの伴奏もしくは無伴奏で盆踊りを行う地域が多い。ところが鶴崎踊では三味線、胡弓、横笛などが用いられ、洗練されており優雅である。たとえば『左ヱ門』は大分県下各地に伝承されており、節回しや踊り方はかなり地域差があるものの、いずれも大変素朴で土の匂いのするものである。ところが、鶴崎の『左ヱ門』は、他地域のそれに見られる「コラサノサ」や「ホホンホー」などといった音引き部分の囃子言葉を排除し、三味線などの楽器がそれを担っているために、まるで座敷唄のような雰囲気になっている。
また、他地域の『猿丸太夫』は普通「猿丸太夫はコラショイショイ」などの歌詞で唄い始め、これが踊りの名称にもなっているわけだが、鶴崎ではこの歌詞を省略して「来ませ見せましょ鶴崎踊り」で踊り始める。これは、『猿丸太夫』がいかに鶴崎自慢のものであるかを示すものであろう。
踊り方も手首の使い方などに特徴があり、足の運びが非常にゆるやかである。津久見市の扇子踊り、佐伯市の堅田踊り、由布市の津鮎踊りなどと並んで、非常に優雅で難しい踊りである。豊後高田市の草地踊り、杵築市の山香盆踊り（山家踊り）、中津市の樋山路盆踊りなどの素朴な踊りとは対照的であり、バリエーション豊かな大分県の盆踊りの中でも非常に個性的である。